# Championnat d'Union soviétique de football de deuxième division
Le championnat d'URSS de football de deuxième division, aussi appelé Première ligue d'URSS (en russe : Первая лига СССР) à partir de 1971, est une compétition de football constituant le deuxième échelon du football professionnel en Union soviétique. Il est actif de 1936 à 1991, avec des interruptions en 1938 puis entre 1941 et 1944.
Démarrant à l'origine comme une compétition à une poule unique en 1936, il adopte entre 1946 et 1969 un système par groupes, bien que revenant à un groupe unique lors de certaines éditions, avec un nombre extrêmement variable de participants. Le début des années 1970 le voit revenir de manière quasi-définitive à une organisation à poule unique de 20 à 24 équipes qu'il conserve jusqu'à sa disparition en 1991 après la dissolution de l'Union soviétique.

## Histoire
La première édition de la compétition, qui se nomme alors Groupe B, a lieu au printemps 1936. Suivant alors le schéma de la première division, la première édition se déroule strictement au printemps 1936. Le championnat compte alors huit participants, descendant ensuite à sept avec le retrait du Dinamo Kharkov en cours de saison, qui s'affrontent une seule fois. Le Dinamo Tbilissi termine vainqueur de cette première édition et devient la première équipe à être promue dans l'élite soviétique pour le championnat d'automne. Il est suivi quelques mois plus tard par le Serp i Molot Moscou qui remporte l'édition d'automne. Passant à un format par année à partir de 1937, la compétition disparaît brièvement l'année suivante à la suite de l'absorption de l'intégralité des divisions professionnelles au sein de la première division. Cela ne tient cependant qu'une saison et la deuxième division est remise en place dès 1939, comptant cette fois 23 puis 14 participants.
Interrompue à nouveau entre 1941 et 1944 en raison de la Seconde Guerre mondiale, la compétition reprend ses droits sous le nom Deuxième groupe en 1945 avant de connaître un changement majeur de format l'année suivante avec la mise en place d'une division par groupes pour compenser le nombre croissant de clubs participants. Selon ce nouveau système, les participants de chaque groupe s'affrontent entre eux tandis que les vainqueurs respectifs se qualifient pour la phase finale où est alors déterminé le ou les clubs promus en première division. Avec ce nouveau format, le nombre de participants connaît une croissance très rapide, passant de 26 sur deux groupes en 1946 à 84 sur six groupes trois ans plus tard.
Renommé Class B et repassant à un format à une poule unique de 14 puis 18 équipes en 1950 et 1951, le championnat se divise à nouveau par groupes à partir de 1952 avec une nouvelle croissance du nombre de participants qui dépasse la barre des 100 lors de l'édition 1959 pour atteindre son pic lors de la saison 1962 qui voit pas moins de 150 équipes réparties en 10 groupes disputer le championnat. À l'issue de cette dernière édition, les organisateurs décident de la mise en place d'une troisième division où la grande majorité des participants sont envoyés, ne laissant plus qu'un groupe de 18 en 1963 tandis que le deuxième échelon devient le Deuxième groupe de la Classe A. La compétition est cependant progressivement divisée une nouvelle fois dès l'année suivante, un phénomène qui se poursuit jusqu'en 1969 où 87 équipes sont réparties en quatre groupes.
Le championnat connaît alors son dernier changement majeur de format en 1970 qui la voit adopter de manière quasi-définitive une organisation à un seul groupe composé de 20 à 24 équipes avec deux promotions par saison ainsi que son appellation définitive de Première Ligue à partir de 1971. La saison 1985 voit un bref retour d'une division par groupes tandis qu'aucune équipe n'est finalement promue du fait de la réduction des participants au premier échelon. À partir de 1989, les équipes de plusieurs des républiques soviétiques telles que la Géorgie ou les pays baltes se retirent progressivement de la compétition qui disparaît finalement en 1991 après la dissolution de l'URSS. Le dernier vainqueur de la deuxième division est le Rotor Volgograd.
Pas moins de 267 équipes différentes ont pris part à la deuxième division au cours de son existence. Parmi celles-ci le Chinnik Iaroslavl, le Kopetdag Achkhabad, le Kouban Krasnodar, le Kouzbass Kemerovo, le Metallourg Zaporojié, le Nistru Kichinev, le Pamir Douchanbé ainsi que le Tekstilchtchik Ivanovo y ont tous évolué pendant au moins trente saisons. Le Krylia Sovetov Kouïbychev est quant à lui le club le plus titré de la compétition avec cinq titres remportés, cela incluant les victoires de groupe (lors des éditions par groupes) et dans les championnats unifiés. Il est suivi du Tchernomorets Odessa qui compte quatre titres, tandis que le Lokomotiv Moscou et le Fakel Voronej en ont chacun décroché trois.

## Palmarès
| Édition          | Clubs     | Vainqueur                 | Vainqueur                    | Club(s) promu(s) |           |
| ---------------- | --------- | ------------------------- | ---------------------------- | --- | --------- |
| 1936 (printemps) | 8         | Dinamo Tbilissi           | Dinamo Tbilissi              | Dinamo Tbilissi |           |
| 1936 (automne)   | 8         | Serp i Molot Moscou       | Serp i Molot Moscou          | Serp i Molot Moscou |           |
| 1937             | 7         | Spartak Léningrad         | Spartak Léningrad            | Dinamo Rostov Spartak Léningrad Stalinets Moscou Stalinets Léningrad Temp Bakou Torpedo Moscou                                                                  |           |
| 1938             | Non-jouée | Non-jouée                 | Non-jouée                    | Non-jouée | Non-jouée |
| 1939             | 23        | Krylia Sovetov Moscou     | Krylia Sovetov Moscou        | Krylia Sovetov Moscou Lokomotiv Tbilissi |           |
| 1940             | 14        | Krasnaïa Zaria Léningrad  | Krasnaïa Zaria Léningrad     | Dinamo Minsk Spartak Kharkov Spartak Léningrad Spartak Odessa                                                                                                   |           |
| 1941-1944        | Non-jouée | Non-jouée                 | Non-jouée                    | Non-jouée | Non-jouée |
| 1945             | 18        | Krylia Sovetov Kouïbychev | Krylia Sovetov Kouïbychev    | Krylia Sovetov Kouïbychev |           |
|                  |           |                           |                              | |           |
| 1946             | 26        | Sud                       | VVS Moscou                   | VVS Moscou |           |
| 1946             | 26        | Est                       | Pichtchevik Moscou           | VVS Moscou |           |
| 1946             | 26        |                           |                              | VVS Moscou |           |
| 1946             | 26        | Finale                    | VVS Moscou                   | VVS Moscou |           |
|                  |           |                           |                              | |           |
| 1947             | 67        | Centre                    | Lokomotiv Moscou             | Lokomotiv Moscou |           |
| 1947             | 67        | Russie 1                  | Torpedo Gorki (ru)           | Lokomotiv Moscou |           |
| 1947             | 67        | Russie 2                  | Dzerjinets Tcheliabinsk      | Lokomotiv Moscou |           |
| 1947             | 67        | Ukraine                   | Lokomotiv Kharkov            | Lokomotiv Moscou |           |
| 1947             | 67        | Caucase                   | ODO Tbilissi                 | Lokomotiv Moscou |           |
| 1947             | 67        | Asie centrale             | Dinamo Stalinabad            | Lokomotiv Moscou |           |
| 1947             | 67        |                           |                              | Lokomotiv Moscou |           |
| 1947             | 67        | Finale                    | Lokomotiv Moscou             | Lokomotiv Moscou |           |
|                  |           |                           |                              | |           |
| 1948             | 75        | Centre                    | Metallourg Moscou            | Daugava Riga Dinamo Erevan Lokomotiv Kharkov Neftianik Bakou Chakhtior Stalino                                                                                  |           |
| 1948             | 75        | Russie 1                  | Dinamo Kazan                 | Daugava Riga Dinamo Erevan Lokomotiv Kharkov Neftianik Bakou Chakhtior Stalino                                                                                  |           |
| 1948             | 75        | Russie 2                  | Dzerjinets Tcheliabinsk      | Daugava Riga Dinamo Erevan Lokomotiv Kharkov Neftianik Bakou Chakhtior Stalino                                                                                  |           |
| 1948             | 75        | Ukraine                   | Lokomotiv Kharkov            | Daugava Riga Dinamo Erevan Lokomotiv Kharkov Neftianik Bakou Chakhtior Stalino                                                                                  |           |
| 1948             | 75        | Sud                       | Dinamo Erevan                | Daugava Riga Dinamo Erevan Lokomotiv Kharkov Neftianik Bakou Chakhtior Stalino                                                                                  |           |
| 1948             | 75        | Asie centrale             | ODO Tachkent                 | Daugava Riga Dinamo Erevan Lokomotiv Kharkov Neftianik Bakou Chakhtior Stalino                                                                                  |           |
| 1948             | 75        |                           |                              | Daugava Riga Dinamo Erevan Lokomotiv Kharkov Neftianik Bakou Chakhtior Stalino                                                                                  |           |
| 1948             | 75        | Finale                    | Lokomotiv Kharkov            | Daugava Riga Dinamo Erevan Lokomotiv Kharkov Neftianik Bakou Chakhtior Stalino                                                                                  |           |
|                  |           |                           |                              | |           |
| 1949             | 84        | Républiques               | Spartak Tbilissi             | Spartak Tbilissi |           |
| 1949             | 84        | Russie 1                  | Dinamo Rostov                | Spartak Tbilissi |           |
| 1949             | 84        | Russie 2                  | DO Sverdlovsk                | Spartak Tbilissi |           |
| 1949             | 84        | Russie 3                  | Soudostroïtel Léningrad      | Spartak Tbilissi |           |
| 1949             | 84        | Russie 4                  | Kalinine Kaliningrad         | Spartak Tbilissi |           |
| 1949             | 84        | Ukraine                   | Pichtchevik Odessa           | Spartak Tbilissi |           |
| 1949             | 84        |                           |                              | Spartak Tbilissi |           |
| 1949             | 84        | Finale                    | Spartak Tbilissi             | Spartak Tbilissi |           |
|                  |           |                           |                              | |           |
| 1950             | 14        | VMS Moscou                | VMS Moscou                   | Torpedo Gorki (ru) VMS Moscou |           |
| 1951             | 18        | SK Kalinine               | SK Kalinine                  | Dinamo Minsk Lokomotiv Moscou SK Kalinine |           |
|                  |           |                           |                              | |           |
| 1952             | 17        | Kharkov                   | Spartak Vilnius              | Lokomotiv Kharkov Spartak Vilnius |           |
| 1952             | 17        | Ivanovo                   | DO Tbilissi                  | Lokomotiv Kharkov Spartak Vilnius |           |
| 1952             | 17        | Bakou                     | Neftianik Bakou              | Lokomotiv Kharkov Spartak Vilnius |           |
| 1952             | 17        |                           |                              | Lokomotiv Kharkov Spartak Vilnius |           |
| 1952             | 17        | Finale                    | Lokomotiv Kharkov            | Lokomotiv Kharkov Spartak Vilnius |           |
|                  |           |                           |                              | |           |
| 1953             | 31        | Zone 1                    | Spartak Tbilissi             | Dinamo Minsk Torpedo Gorki (ru) |           |
| 1953             | 31        | Zone 2                    | Znamia Ivanovo               | Dinamo Minsk Torpedo Gorki (ru) |           |
| 1953             | 31        | Zone 3                    | Chakhtior Stalino            | Dinamo Minsk Torpedo Gorki (ru) |           |
| 1953             | 31        |                           |                              | Dinamo Minsk Torpedo Gorki (ru) |           |
| 1953             | 31        | Finale                    | Dinamo Minsk                 | Dinamo Minsk Torpedo Gorki (ru) |           |
|                  |           |                           |                              | |           |
| 1954             | 36        | Zone 1                    | Spartak Erevan               | Chakhtior Stalino |           |
| 1954             | 36        | Zone 2                    | Zénith Moscou                | Chakhtior Stalino |           |
| 1954             | 36        | Zone 3                    | Chakhtior Stalino            | Chakhtior Stalino |           |
| 1954             | 36        |                           |                              | Chakhtior Stalino |           |
| 1954             | 36        | Finale                    | Chakhtior Stalino            | Chakhtior Stalino |           |
|                  |           |                           |                              | |           |
| 1955             | 32        | Zone 1                    | Bourevestnik Kichinev        | Bourevestnik Kichinev ODO Sverdlovsk |           |
| 1955             | 32        | Zone 2                    | ODO Sverdlovsk               | Bourevestnik Kichinev ODO Sverdlovsk |           |
|                  |           |                           |                              | |           |
| 1956             | 36        | Zone 1                    | Spartak Minsk                | Krylia Sovetov Kouïbychev Spartak Minsk |           |
| 1956             | 36        | Zone 2                    | Krylia Sovetov Kouïbychev    | Krylia Sovetov Kouïbychev Spartak Minsk |           |
|                  |           |                           |                              | |           |
| 1957             | 64        | Zone 1                    | Avangard Léningrad           | Avangard Léningrad |           |
| 1957             | 64        | Zone 2                    | Spartak Ivano-Frankivsk (uk) | Avangard Léningrad |           |
| 1957             | 64        | Zone 3                    | SKVO Tbilissi                | Avangard Léningrad |           |
| 1957             | 64        | Extrême-Orient            | SKVO Khabarovsk              | Avangard Léningrad |           |
| 1957             | 64        |                           |                              | Avangard Léningrad |           |
| 1957             | 64        | Finale                    | Avangard Léningrad           | Avangard Léningrad |           |
|                  |           |                           |                              | |           |
| 1958             | 94        | Zone 1                    | SKVO Odessa                  | SKVO Rostov |           |
| 1958             | 94        | Zone 2                    | SKCF Sébastopol              | SKVO Rostov |           |
| 1958             | 94        | Zone 3                    | SKVO Lvov                    | SKVO Rostov |           |
| 1958             | 94        | Zone 4                    | SKVO Rostov                  | SKVO Rostov |           |
| 1958             | 94        | Zone 5                    | SKVO Sverdlovsk              | SKVO Rostov |           |
| 1958             | 94        | Zone 6                    | SKVO Khabarovsk              | SKVO Rostov |           |
| 1958             | 94        |                           |                              | SKVO Rostov |           |
| 1958             | 94        | Finale                    | SKVO Rostov                  | SKVO Rostov |           |
|                  |           |                           |                              | |           |
| 1959             | 101       | Zone 1                    | Troud Voronej                | Admiralteïets Léningrad Spartak Erevan Avangard Kharkov Belarus Minsk Daugava Riga Kaïrat Almaty Kalev Tallinn Neftchi Bakou Pakhtakor Tachkent Spartak Vilnius |           |
| 1959             | 101       | Zone 2                    | Troudovyé Rezervy Léningrad  | Admiralteïets Léningrad Spartak Erevan Avangard Kharkov Belarus Minsk Daugava Riga Kaïrat Almaty Kalev Tallinn Neftchi Bakou Pakhtakor Tachkent Spartak Vilnius |           |
| 1959             | 101       | Zone 3                    | Spartak Erevan               | Admiralteïets Léningrad Spartak Erevan Avangard Kharkov Belarus Minsk Daugava Riga Kaïrat Almaty Kalev Tallinn Neftchi Bakou Pakhtakor Tachkent Spartak Vilnius |           |
| 1959             | 101       | Zone 4                    | Lokomotiv Vinnitsa           | Admiralteïets Léningrad Spartak Erevan Avangard Kharkov Belarus Minsk Daugava Riga Kaïrat Almaty Kalev Tallinn Neftchi Bakou Pakhtakor Tachkent Spartak Vilnius |           |
| 1959             | 101       | Zone 5                    | Admiralteïets Léningrad      | Admiralteïets Léningrad Spartak Erevan Avangard Kharkov Belarus Minsk Daugava Riga Kaïrat Almaty Kalev Tallinn Neftchi Bakou Pakhtakor Tachkent Spartak Vilnius |           |
| 1959             | 101       | Zone 6                    | Pamir Léninabad              | Admiralteïets Léningrad Spartak Erevan Avangard Kharkov Belarus Minsk Daugava Riga Kaïrat Almaty Kalev Tallinn Neftchi Bakou Pakhtakor Tachkent Spartak Vilnius |           |
| 1959             | 101       | Zone 7                    | SKVO Sverdlovsk              | Admiralteïets Léningrad Spartak Erevan Avangard Kharkov Belarus Minsk Daugava Riga Kaïrat Almaty Kalev Tallinn Neftchi Bakou Pakhtakor Tachkent Spartak Vilnius |           |
| 1959             | 101       |                           |                              | Admiralteïets Léningrad Spartak Erevan Avangard Kharkov Belarus Minsk Daugava Riga Kaïrat Almaty Kalev Tallinn Neftchi Bakou Pakhtakor Tachkent Spartak Vilnius |           |
| 1959             | 101       | Finale Russie             | Admiralteïets Léningrad      | Admiralteïets Léningrad Spartak Erevan Avangard Kharkov Belarus Minsk Daugava Riga Kaïrat Almaty Kalev Tallinn Neftchi Bakou Pakhtakor Tachkent Spartak Vilnius |           |
|                  |           |                           |                              | |           |
| 1960             | 142       | Russie 1                  | Troud Voronej                | Troud Voronej |           |
| 1960             | 142       | Russie 2                  | Volga Kalinine               | Troud Voronej |           |
| 1960             | 142       | Russie 3                  | Spartak Erevan               | Troud Voronej |           |
| 1960             | 142       | Russie 4                  | Terek Grozny                 | Troud Voronej |           |
| 1960             | 142       | Russie 5                  | Metallourg Nijni Taguil      | Troud Voronej |           |
| 1960             | 142       |                           |                              | Troud Voronej |           |
| 1960             | 142       | Finale Russie             | Troud Voronej                | Troud Voronej |           |
| 1960             | 142       |                           |                              | Troud Voronej |           |
| 1960             | 142       | Ukraine 1                 | Soudostroïtel Nikolaïev      | Troud Voronej |           |
| 1960             | 142       | Ukraine 2                 | Metallourg Zaporojié         | Troud Voronej |           |
| 1960             | 142       |                           |                              | Troud Voronej |           |
| 1960             | 142       | Finale Ukraine            | Metallourg Zaporojié         | Troud Voronej |           |
| 1960             | 142       |                           |                              | Troud Voronej |           |
| 1960             | 142       | Républiques 1             | Lokomotiv Tbilissi           | Troud Voronej |           |
| 1960             | 142       | Républiques 2             | Torpedo Koutaïssi            | Troud Voronej |           |
| 1960             | 142       |                           |                              | Troud Voronej |           |
| 1960             | 142       | Finale Républiques        | Torpedo Koutaïssi            | Troud Voronej |           |
|                  |           |                           |                              | |           |
| 1961             | 147       | Russie 1                  | Volga Kalinine               | Dinamo Léningrad Krylia Sovetov Kouïbychev Torpedo Koutaïssi |           |
| 1961             | 147       | Russie 2                  | Dinamo Kirov                 | Dinamo Léningrad Krylia Sovetov Kouïbychev Torpedo Koutaïssi |           |
| 1961             | 147       | Russie 3                  | Krylia Sovetov Kouïbychev    | Dinamo Léningrad Krylia Sovetov Kouïbychev Torpedo Koutaïssi |           |
| 1961             | 147       | Russie 4                  | Terek Grozny                 | Dinamo Léningrad Krylia Sovetov Kouïbychev Torpedo Koutaïssi |           |
| 1961             | 147       | Russie 5                  | Lokomotiv Tcheliabinsk       | Dinamo Léningrad Krylia Sovetov Kouïbychev Torpedo Koutaïssi |           |
| 1961             | 147       | Russie 6                  | SKA-Khabarovsk               | Dinamo Léningrad Krylia Sovetov Kouïbychev Torpedo Koutaïssi |           |
| 1961             | 147       |                           |                              | Dinamo Léningrad Krylia Sovetov Kouïbychev Torpedo Koutaïssi |           |
| 1961             | 147       | Finale Russie             | Krylia Sovetov Kouïbychev    | Dinamo Léningrad Krylia Sovetov Kouïbychev Torpedo Koutaïssi |           |
| 1961             | 147       |                           |                              | Dinamo Léningrad Krylia Sovetov Kouïbychev Torpedo Koutaïssi |           |
| 1961             | 147       | Ukraine 1                 | Tchernomorets Odessa         | Dinamo Léningrad Krylia Sovetov Kouïbychev Torpedo Koutaïssi |           |
| 1961             | 147       | Ukraine 2                 | SKA Odessa                   | Dinamo Léningrad Krylia Sovetov Kouïbychev Torpedo Koutaïssi |           |
| 1961             | 147       |                           |                              | Dinamo Léningrad Krylia Sovetov Kouïbychev Torpedo Koutaïssi |           |
| 1961             | 147       | Finale Ukraine            | Tchernomorets Odessa         | Dinamo Léningrad Krylia Sovetov Kouïbychev Torpedo Koutaïssi |           |
| 1961             | 147       |                           |                              | Dinamo Léningrad Krylia Sovetov Kouïbychev Torpedo Koutaïssi |           |
| 1961             | 147       | Républiques 1             | Lokomotiv Tbilissi           | Dinamo Léningrad Krylia Sovetov Kouïbychev Torpedo Koutaïssi |           |
| 1961             | 147       | Républiques 2             | Torpedo Koutaïssi            | Dinamo Léningrad Krylia Sovetov Kouïbychev Torpedo Koutaïssi |           |
|                  |           |                           |                              | |           |
| 1962             | 150       | Russie 1                  | Chinnik Iaroslavl            | Aucun |           |
| 1962             | 150       | Russie 2                  | Fakel Voronej                | Aucun |           |
| 1962             | 150       | Russie 3                  | Spartak Krasnodar            | Aucun |           |
| 1962             | 150       | Russie 4                  | Ouralmach Sverdlovsk         | Aucun |           |
| 1962             | 150       | Russie 5                  | SKA Novossibirsk             | Aucun |           |
| 1962             | 150       |                           |                              | Aucun |           |
| 1962             | 150       | Finale Russie             | Spartak Krasnodar            | Aucun |           |
| 1962             | 150       |                           |                              | Aucun |           |
| 1962             | 150       | Ukraine 1                 | Tchernomorets Odessa         | Aucun |           |
| 1962             | 150       | Ukraine 2                 | SKA Odessa                   | Aucun |           |
| 1962             | 150       | Ukraine 3                 | Troudovyé Rezervy Lougansk   | Aucun |           |
| 1962             | 150       |                           |                              | Aucun |           |
| 1962             | 150       | Finale Ukraine            | Troudovyé Rezervy Lougansk   | Aucun |           |
| 1962             | 150       |                           |                              | Aucun |           |
| 1962             | 150       | Républiques 1             | Lokomotiv Gomel              | Aucun |           |
| 1962             | 150       | Républiques 2             | Chakhtior Karaganda          | Aucun |           |
| 1962             | 150       |                           |                              | Aucun |           |
| 1962             | 150       | Finale Républiques        | Chakhtior Karaganda          | Aucun |           |
|                  |           |                           |                              | |           |
| 1963             | 18        | Chinnik Iaroslavl         | Chinnik Iaroslavl            | Chinnik Iaroslavl Volga Gorki |           |
|                  |           |                           |                              | |           |
| 1964             | 27        | Groupe 1                  | Avangard Kharkov             | Lokomotiv Moscou Pakhtakor Tachkent SKA Odessa Tchernomorets Odessa                                                                                             |           |
| 1964             | 27        | Groupe 2                  | SKA Odessa                   | Lokomotiv Moscou Pakhtakor Tachkent SKA Odessa Tchernomorets Odessa                                                                                             |           |
| 1964             | 27        |                           |                              | Lokomotiv Moscou Pakhtakor Tachkent SKA Odessa Tchernomorets Odessa                                                                                             |           |
| 1964             | 27        | Finale                    | Lokomotiv Moscou             | Lokomotiv Moscou Pakhtakor Tachkent SKA Odessa Tchernomorets Odessa                                                                                             |           |
|                  |           |                           |                              | |           |
| 1965             | 32        | Groupe 1                  | Tekstilchtchik Ivanovo       | Ararat Erevan Kaïrat Almaty |           |
| 1965             | 32        | Groupe 2                  | Chinnik Iaroslavl            | Ararat Erevan Kaïrat Almaty |           |
| 1965             | 32        |                           |                              | Ararat Erevan Kaïrat Almaty |           |
| 1965             | 32        | Finale                    | Ararat Erevan                | Ararat Erevan Kaïrat Almaty |           |
|                  |           |                           |                              | |           |
| 1966             | 53        | Groupe 1                  | Žalgiris Vilnius             | Zaria Lougansk |           |
| 1966             | 53        | Groupe 2                  | Zaria Lougansk               | Zaria Lougansk |           |
| 1966             | 53        | Groupe 3                  | Politdel Tachkent            | Zaria Lougansk |           |
| 1966             | 53        |                           |                              | Zaria Lougansk |           |
| 1966             | 53        | Finale                    | Zaria Lougansk               | Zaria Lougansk |           |
|                  |           |                           |                              | |           |
| 1967             | 59        | Groupe 1                  | Dinamo Kirovabad             | Dinamo Kirovabad |           |
| 1967             | 59        | Groupe 2                  | SKA Kiev                     | Dinamo Kirovabad |           |
| 1967             | 59        | Groupe 3                  | Chakhtior Karaganda          | Dinamo Kirovabad |           |
| 1967             | 59        |                           |                              | Dinamo Kirovabad |           |
| 1967             | 59        | Finale                    | Dinamo Kirovabad             | Dinamo Kirovabad |           |
|                  |           |                           |                              | |           |
| 1968             | 84        | Groupe 1                  | Karpaty Lvov                 | Ouralmach Sverdlovsk |           |
| 1968             | 84        | Groupe 2                  | Soudostroïtel Nikolaïev      | Ouralmach Sverdlovsk |           |
| 1968             | 84        | Groupe 3                  | Ouralmach Sverdlovsk         | Ouralmach Sverdlovsk |           |
| 1968             | 84        | Groupe 4                  | Irtych Omsk                  | Ouralmach Sverdlovsk |           |
| 1968             | 84        |                           |                              | Ouralmach Sverdlovsk |           |
| 1968             | 84        | Finale                    | Ouralmach Sverdlovsk         | Ouralmach Sverdlovsk |           |
|                  |           |                           |                              | |           |
| 1969             | 87        | Groupe 1                  | Spartak Ordjonikidzé         | Spartak Ordjonikidzé |           |
| 1969             | 87        | Groupe 2                  | SKA-Khabarovsk               | Spartak Ordjonikidzé |           |
| 1969             | 87        | Groupe 3                  | Dniepr Dniepropetrovsk       | Spartak Ordjonikidzé |           |
| 1969             | 87        | Groupe 4                  | Žalgiris Vilnius             | Spartak Ordjonikidzé |           |
| 1969             | 87        |                           |                              | Spartak Ordjonikidzé |           |
| 1969             | 87        | Finale                    | Spartak Ordjonikidzé         | Spartak Ordjonikidzé |           |
|                  |           |                           |                              | |           |
| 1970             | 22        | Karpaty Lvov              | Karpaty Lvov                 | Kaïrat Almaty Karpaty Lvov |           |
| 1971             | 22        | Dniepr Dniepropetrovsk    | Dniepr Dniepropetrovsk       | Dniepr Dniepropetrovsk Lokomotiv Moscou |           |
| 1972             | 20        | Pakhtakor Tachkent        | Pakhtakor Tachkent           | Chakhtior Donetsk Pakhtakor Tachkent |           |
| 1973             | 20        | Tchernomorets Odessa      | Tchernomorets Odessa         | Nistru Kichinev Tchernomorets Odessa |           |
| 1974             | 20        | Lokomotiv Moscou          | Lokomotiv Moscou             | Lokomotiv Moscou SKA Rostov |           |
| 1975             | 20        | Krylia Sovetov Kouïbychev | Krylia Sovetov Kouïbychev    | Dinamo Minsk Krylia Sovetov Kouïbychev |           |
| 1976             | 20        | Kaïrat Almaty             | Kaïrat Almaty                | Kaïrat Almaty Neftchi Bakou |           |
| 1977             | 20        | Spartak Moscou            | Spartak Moscou               | Pakhtakor Tachkent Spartak Moscou |           |
| 1978             | 20        | Krylia Sovetov Kouïbychev | Krylia Sovetov Kouïbychev    | Dinamo Minsk Krylia Sovetov Kouïbychev SKA Rostov |           |
| 1979             | 24        | Karpay Lvov               | Karpay Lvov                  | Karpay Lvov Kouban Krasnodar |           |
| 1980             | 24        | Tavria Simferopol         | Tavria Simferopol            | Dniepr Dniepropetrovsk Tavria Simferopol |           |
| 1981             | 24        | Metallist Kharkov         | Metallist Kharkov            | Metallist Kharkov Torpedo Koutaïssi |           |
| 1982             | 22        | Žalgiris Vilnius          | Žalgiris Vilnius             | Nistru Kichinev Žalgiris Vilnius |           |
| 1983             | 22        | Kaïrat Almaty             | Kaïrat Almaty                | Kaïrat Almaty SKA Rostov |           |
| 1984             | 22        | Fakel Voronej             | Fakel Voronej                | Fakel Voronej Torpedo Koutaïssi |           |
|                  |           |                           |                              | |           |
| 1985             | 22        | Ouest                     | Daugava Riga                 | Aucun |           |
| 1985             | 22        | Est                       | Chinnik Iaroslavl            | Aucun |           |
| 1985             | 22        |                           |                              | Aucun |           |
| 1985             | 22        | Finale                    | Daugava Riga                 | Aucun |           |
|                  |           |                           |                              | |           |
| 1986             | 24        | CSKA Moscou               | CSKA Moscou                  | CSKA Moscou Guria Lanchkhuti |           |
| 1987             | 22        | Tchernomorets Odessa      | Tchernomorets Odessa         | Lokomotiv Moscou Tchernomorets Odessa |           |
| 1988             | 22        | Pamir Douchanbé           | Pamir Douchanbé              | Pamir Douchanbé Rotor Volgograd |           |
| 1989             | 22        | CSKA Moscou               | CSKA Moscou                  | CSKA Moscou |           |
| 1990             | 20        | Spartak Vladikavkaz       | Spartak Vladikavkaz          | Lokomotiv Moscou Metallourg Zaporojié Pakhtakor Tachkent Spartak Vladikavkaz                                                                                    |           |
| 1991             | 22        | Rotor Volgograd           | Rotor Volgograd              | Dissolution |           |

1. ↑  L'intégralité des équipes de la deuxième division, à l'exception du Dinamo Kazan, sont promues en première division pour la saison 1938 tandis que le deuxième niveau disparaît pour une année.
2. ↑  Deuxième en 1989, le Guria Lanchkhuti est sportivement promu en première division mais décide de se retirer de la compétition en même temps que la plupart des autres équipes de Géorgie et des pays baltes.